# Pedro Rodríguez (futebolista)
Pedro Eliezer Rodríguez Ledesma Pinto, mais conhecido apenas como Pedro (Santa Cruz de Tenerife, 28 de julho de 1987) é um futebolista espanhol que atua como atacante. Atualmente joga na Lazio.

## Clubes

### Barcelona
Pedro foi revelado pelas categorias de base do Barcelona, e começou a destacar-se na equipe principal ao fazer um total 14 partidas somando-se todas as competições da temporada 2008-09, na qual o clube conquistou a tríplice coroa (La Liga, UEFA Champions League e Copa del Rey). Ele entrou nos acréscimos da grande final da Champions League daquela temporada, substituindo o titular Andrés Iniesta.
Durante a pré-temporada para 2009-10, o treinador Josep Guardiola confirmou que havia promovido Pedro de vez à equipe principal. A carreira de Pedrito estava, então, deslanchando, devido à suas boas atuações nas partidas em que começava ou entrava como substituto.
Em 16 de agosto de 2009, Pedro marcou seu primeiro gol pela equipe principal do Barcelona, no jogo contra o Athletic Bilbao, em pleno San Mamés, casa do clube de Bilbao, pela final da Supercopa de España 2009. Havia ajudado também o primeiro gol da vitória por 2-1, com uma assistência. Dias depois, o Barcelona recompensou Pedro por suas boas atuações, aumentando seu salário e renovando seu contrato, que agora continha uma cláusula de rescisão de €75 milhões. Pedro entrou como substituto do sueco Zlatan Ibrahimović no 81º minuto e marcou o único gol da vitória por 1-0 sobre o Shakhtar Donetsk, na final da UEFA Super Cup 2009, aos 115 minutos de jogo. Pelo fato do gol marcado por Pedro ter sido o único da partida, este título foi dedicado em sua homenagem por seus companheiros. Marcou seu primeiro gol na La Liga em 3 de outubro de 2009 contra o Almería, em um belo chute com o pé direito, com a partida terminando com a vitória do Barça por 1-0.
Em 19 de dezembro de 2009, o Barcelona foi campeão da Copa do Mundo de Clubes da FIFA de 2009. Na grande final, contra o Estudiantes, da Argentina, Pedro marcou mais um importantíssimo gol para o Barça, o primeiro da virada dos catalães, que viria a se concretizar no segundo tempo da prorrogação, após o gol de Lionel Messi. O jogo terminou com a vitória do Barça, por 2-1, dando pela primeira vez o título mundial de clubes aos catalães.
A partir da temporada 2013-14, sob o comando do treinador Gerardo Martino, Pedro passou a ser pouco aproveitado na equipe titular. Na temporada seguinte, passou a condição de reserva dos recém chegados Neymar e Luis Suárez.
Em 4 de junho de 2015 teve seu contrato estendido até junho de 2019.

### Chelsea
Em 20 de agosto de 2015 foi contratado pelo Chelsea para quatro temporadas. Estreou três dias depois na Premier League contra o West Bromwich marcando um gol e uma assistência. Em 8 de Janeiro se destacou marcando dois gols na goleada contra o Peterbrought por 4 a 1 na estreia dos Blues na Copa da Inglaterra. Marcou mais um na goleada sobre o Brentford por 4 a 0 em partida válida pela quarta fase da Copa da Inglaterra, marcando um gol e dando uma assistência.
Ao longo da temporada tornou-se um dos principais jogadores do elenco do Chelsea, atuando quase sempre como titular ao lado de Diego Costa e Eden Hazard, sendo peça fundamental na conquista do sexto título inglês da história dos Blues. Além disso ajudou a colocar o Chelsea na final da Copa da Inglaterra, onde acabou sendo derrotado por 2 a 1 pelo Arsenal.

#### 2018–19
Pedro começou a temporada 2018-19 vivendo grande fase com os Blues, tendo marcado dois gols nas duas primeiras rodadas da Premier League, contra o Huddersfield e o rival Arsenal. Voltou a balançar as redes na vitória de 2x0 sobre o Bournemouth pela quarta rodada.
Pedro marcou dois gols e participou de outro na vitória emblemática sobre o Slavia Praha por 4-3 na partida de volta das Quartas de Final da Liga Europa da UEFA de 2018-19. Voltou a ser decisivo no jogo de ida da Semifinal, ao empatar a partida difícil contra o Eintracht Frankfurt na Alemanha.
Foi um dos grandes destaques da vitória por 4-1 em cima do Arsenal na Final da Liga Europa em Baku, em que marcou o segundo gol da partida e contribuiu para o terceiro. Encerrou a temporada com 13 gols marcados, e sendo o segundo maior goleador dos Blues.

### Recorde
Com este gol marcado na Copa do Mundo de Clubes da FIFA, Pedro se tornou o primeiro jogador na história do Barcelona a marcar pelo menos um gol em todas as competições disputadas pelo clube numa única temporada. Ele marcou gols na La Liga, Copa del Rey, UEFA Champions League, UEFA Super Cup, Supercopa de España e na já mencionada Copa do Mundo de Clubes da FIFA de 2009. (Messi em 2015 também igualou esse recorde)

## Seleção Espanhola
Pedro começou sua carreira pela Seleção Espanhola nas categorias de base, atuando em duas oportunidades pelo Sub-21, mas não marcou nenhum gol.
Antes de sequer estrear pela seleção principal, foi incluído na lista dos 23 convocados pelo treinador Vicente del Bosque para a Copa do Mundo 2010. Estreou em 29 de maio de 2010, na vitória por 3-2 sobre a Arábia Saudita em amistoso preparatório para a Copa. Seu primeiro gol pela seleção foi marcado alguns dias depois, em 8 de junho de 2010, o último da vitória por 6-0 sobre a Polônia, em outro amistoso preparatório.
Conquistou sua vaga entre os titulares da equipe no decorrer da Copa do Mundo, devido a má fase de Fernando Torres, que voltava de um longo tempo de lesão. Com apenas 22 anos, ele "roubou" a vaga de Torres, um grande astro da Seleção Espanhola, e iniciou como titular a final da Copa do Mundo, contra a Holanda. Os espanhóis venceram por 1-0, sagrando-se campeões mundiais pela primeira vez, naquela que é apontada por muitos como a melhor seleção espanhola em todos os tempos. Pedro, que havia estreado há pouco mais de um mês na seleção, era um dos jogadores mais jovens do elenco campeão.
Também participou da Copa do Mundo FIFA de 2014. Na Eurocopa de 2016 expressou publicamente seu descontentamento em estar na reserva.

## Títulos
Barcelona
- Campeonato Espanhol: 2008–09, 2009–10, 2010–11, 2012–13 e 2014–15
- Copa del Rey: 2008–09, 2011–12 e 2014–15
- UEFA Champions League: 2008–09, 2010–11 e 2014–15
- Supercopa de España: 2009, 2010, 2011 e 2013
- Supercopa da UEFA: 2009, 2011 e 2015
- Copa do Mundo de Clubes da FIFA: 2009 e 2011
- Copa Audi: 2011

Chelsea
- Campeonato Inglês: 2016–17
- Copa da Inglaterra: 2017–18
- Liga Europa da UEFA: 2018–19

Seleção Espanhola
- Copa do Mundo FIFA: 2010
- Eurocopa: 2012

### Prêmios individuais
- 72º melhor jogador do ano de 2012 (The Guardian)[9]
- Equipe do Ano da Liga Europa da UEFA: 2018–19